# ザ・チップマンク・アドベンチャー
 『ザ・チップマンク・アドベンチャー』(原題：The Chipmunk Adventure、シマリスの冒険)は、土曜日の朝の漫画シリーズ「アルビンとシマリス」に基づいた1987年のアメリカのアニメーション映画。 
ジャニス・カルマン監督、カルマンとロス・バグダサリアン・ジュニアによって書かれ、カルマン、バグダサリアン、 ドディ・グッドマンが声で主演。

## キャラクター
アルビン (Alvin Seville)
サイモン (Simon Seville)
セオドア (Theodore Seville)
ブリタニー (Brittany Miller)
ジャネット (Jeanette Miller)
エレノア (Eleanor Miller)
デイブ・セビル (Dave Seville)
ミラーさん (Miss Miller)
クラウディア・フルシュテイン (Claudia Furschtein)
クラウス・フルシュテイン (Klaus Furschtein)
ソフィー (Sophie)
ジャマル検査官 (Inspector Jamal)

## ボイスキャスト
- ロス・バグダサリアン・Jr：アルビン、サイモン、デイブ・セビル
- ジャニス・カーマン：セオドア、ブリタニー、ジャネット、エレノア
- ドディ・グッドマン：ミラーさん
- スーザン・タイレル：クラウディア・フルシュテイン
- アンソニー・デロンギス：クラウス・フルシュテイン
- フランク・ウェルカー：ソフィー、赤ちゃんペンギン、先住民の長
- ナンシー・カートライト：アラビアの王子
- フィリップ・クラーク：ジャマル検査官
- ケン・サンソム
- ジョージ・プーロス
- チャールズ・アドラー
- パット・ピニー

## サウンドトラック
シマリスアドベンチャーのサウンドトラックは、 ランディエーデルマンが作曲し、 シマリスとチペッツが演奏。エデルマンも映画に歌を提供。 映画全体のいくつかの歌は、シマリスとチペッツの両方によって演奏された。 2008年4月1日に、サウンドトラックは映画のDVDを含むボーナスCDとして再リリースされた。 

### 曲
1. 「Chipmunk Adventure Theme」–ロイヤルフィルハーモニー管弦楽団
2. 「 I、Yi、Yi、Yi、Yi / Cuanto le Gusta」–シマリス
3. 「世界を見に」-シマリスとチペット
4. 「フランス、イタリア、イギリス、アムステルダム、ギリシャの週末。 。 」 –デビッドセビリアとシマリス（映画で楽器を聞いた）
5. 「ロックンロールの女の子」–シマリスとチペッツ
6. 「Flying with the Eagles」–チップマンクスとチペッツ（レース開始時に長い音楽の一部として聞こえるコーラスの短縮インストルメンタルバージョン）
7. 「Getting Lucky」–チペット
8. 「メキシコの祝日」–シマリス（映画で楽器を聞いた）
9. 「私の母」–チップス
10. 「 Wooly Bully 」–シマリス
11. 「Diamond Dolls」–チペット

アルバムではなく映画での曲
1. 「水中」– ランディエーデルマン 水中シーケンス用に録音された長い音楽。 未発表。
2. 「Come On-a My House」– ドディ・グッドマン 未発表。 ミス・ミラーが簡単に歌う
3. 「事実」– エレクトリックライトオーケストラ 。 1986年に映画の「Wooly Bully」シーケンスのソース音楽としてバンドによって録音された。 そのバンドの「 So Serious 」シングルのイギリス版のBサイドとして最初にリリースされ、映画のリリースの4ヶ月前。 そのバンドの最初のボックスセット 、「Afterglow」に含まれる1990年まで、米国では未発表
4. 「 魔女の医者 」– ドディ・グッドマン 。 未発表。 ミス・ミラーが簡単に歌う

## リリース
この映画は、1986年のカンヌ映画祭で公開の1年前に宣伝された。
最初は1986年のクリスマスに予定されていたが、  シマリスの冒険は1987年5月22日にサミュエル・ゴールドウィン・カンパニーとバグダサリアン・プロダクションを通じて開始。 2,584,720ドルの週末のオープニングテイクで、最終的には北米だけで6,804,312ドルを売り上げた  。 1989年11月25日に日本で発売されました。

### ホームメディア
この映画は、1988年にロリマー ホームビデオ 、1992年にワーナー ホームビデオ 、1998年にユニバーサルスタジオホームビデオによってVHSで公開された。 2006年5月23日に、この映画は、オリジナルの35mmフィルムからデジタルリマスターされ、5.1サラウンドサウンドで表示されたParamount Home EntertainmentによってDVDでリリースされた。 （同じサウンドトラックディスクである）ボーナスCD付きフィルムの特別版DVD再発売は2008年4月1日、その試合にリリースされたライブアクション / コンピューターアニメーション アルビンとチップマンクス 、別のDVDのボリュームアルヴィンとチップマンクスの映画 。  2014年3月25日に、この映画は初めてBlu-rayで公開された。 